# Vogüé
Vogüé [vɔ'gɥe] ist eine französische Gemeinde mit 1035 Einwohnern (Stand 1. Januar 2022) im Département Ardèche in der Region Auvergne-Rhône-Alpes. Sie gehört zum Arrondissement Largentière und zum Kanton Vallon-Pont-d’Arc,  zur Gemeinde gehören die Orte Vogüé, Vogüé Gare und Bannes. Vogüé ist als eines der Plus beaux villages de France (Schönste Dörfer Frankreichs) klassifiziert.

## Geografie
Das Dorf Vogüé liegt am Ufer der Ardèche am Fuße einer Steilwand aus Kalkstein rund zehn Kilometer südlich von Aubenas. 

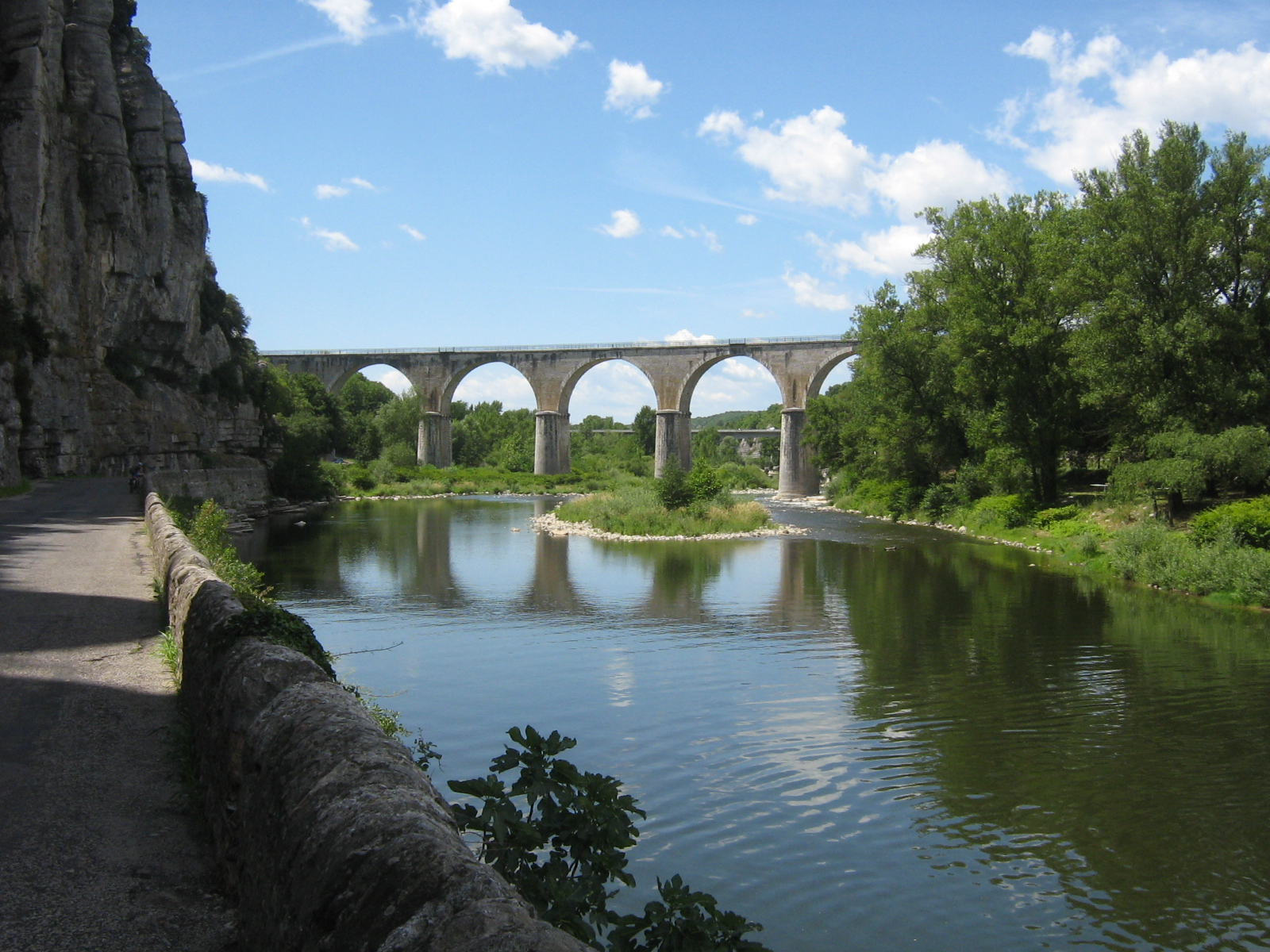
Viadukt der Eisenbahnstrecke nach Lalevade-d’Ardèche über die Ardèche

## Bevölkerungsentwicklung
| Jahr                       | 1962 | 1968 | 1975 | 1982 | 1990 | 1999 | 2006 | 2018 |
| Einwohner                  | 603  | 576  | 546  | 570  | 631  | 726  | 864  | 1086 |
| Quellen: Cassini und INSEE |      |      |      |      |      |      |      |      |

## Sehenswürdigkeiten
Das Dorf wird vom Château de Vogüé, einer im 17. Jahrhundert umgestalteten mittelalterlichen Burg, dominiert, die ihrerseits von der Ruine einer Befestigungsanlage aus dem 11. Jahrhundert auf einem Felssporn überragt wird. Zur Festung, die heute in Privatbesitz ist, gehören auch eine Kapelle und ein angrenzender Garten. Es finden öffentliche Führungen statt und in den prächtigen Sälen werden im Rahmen von Wanderausstellungen Plastiken präsentiert.

## Wirtschaft
Vogüé lebt vor allem vom Tourismus. Die Landwirtschaft ist durch den Weinbau geprägt.

## Verkehr

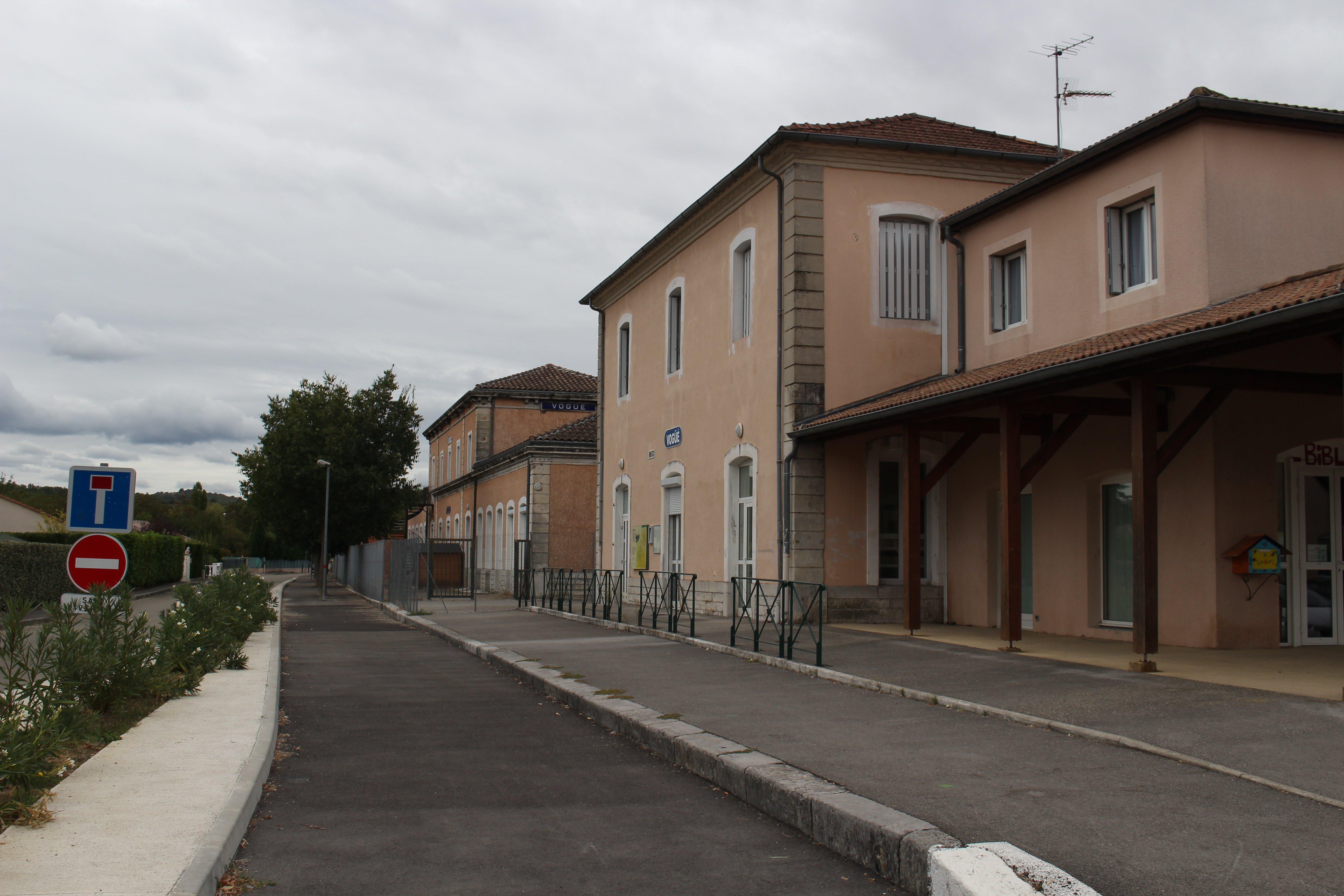
Stillgelegtes Empfangsgebäude des Bahnhofs in Vogüé Gare

Durch den Ortskern von Vogüé verläuft die Departementsstraße D 759A, nachdem die D 759 (Saint-Étienne-de-Fontbellon–Vagnas) als Umgehungsstraße über das Westufer der Ardèche am Ort vorbeigeführt wurde. Sie zweigt westlich von Vogüé von der neuen Straße ab und trifft in Vogüé Gare wieder auf sie. Von Vogüé Gare aus führen die D 103 in Richtung Montelimar und die D 114 in Richtung Alès.
Vogüé Gare war ein bedeutender Eisenbahnknoten. 1876 verlängerte die Compagnie des chemins de fer de Paris à Lyon et à la Méditerranée (P.L.M.) ihre Bahnstrecke Alès–Robiac über Vogüé nach Le Teil bei Montélimar. 1879 wurde von Vogüé Gare aus eine Zweigstrecke nach Aubenas eröffnet, die drei Jahre später bis Lalevade-d’Ardèche verlängert wurde. Der Personenverkehr beider Strecken endete 1969, der Güterverkehr der Relation Le Teil–Lalevade hielt sich bis 1988.